# Geografie Spojených států amerických

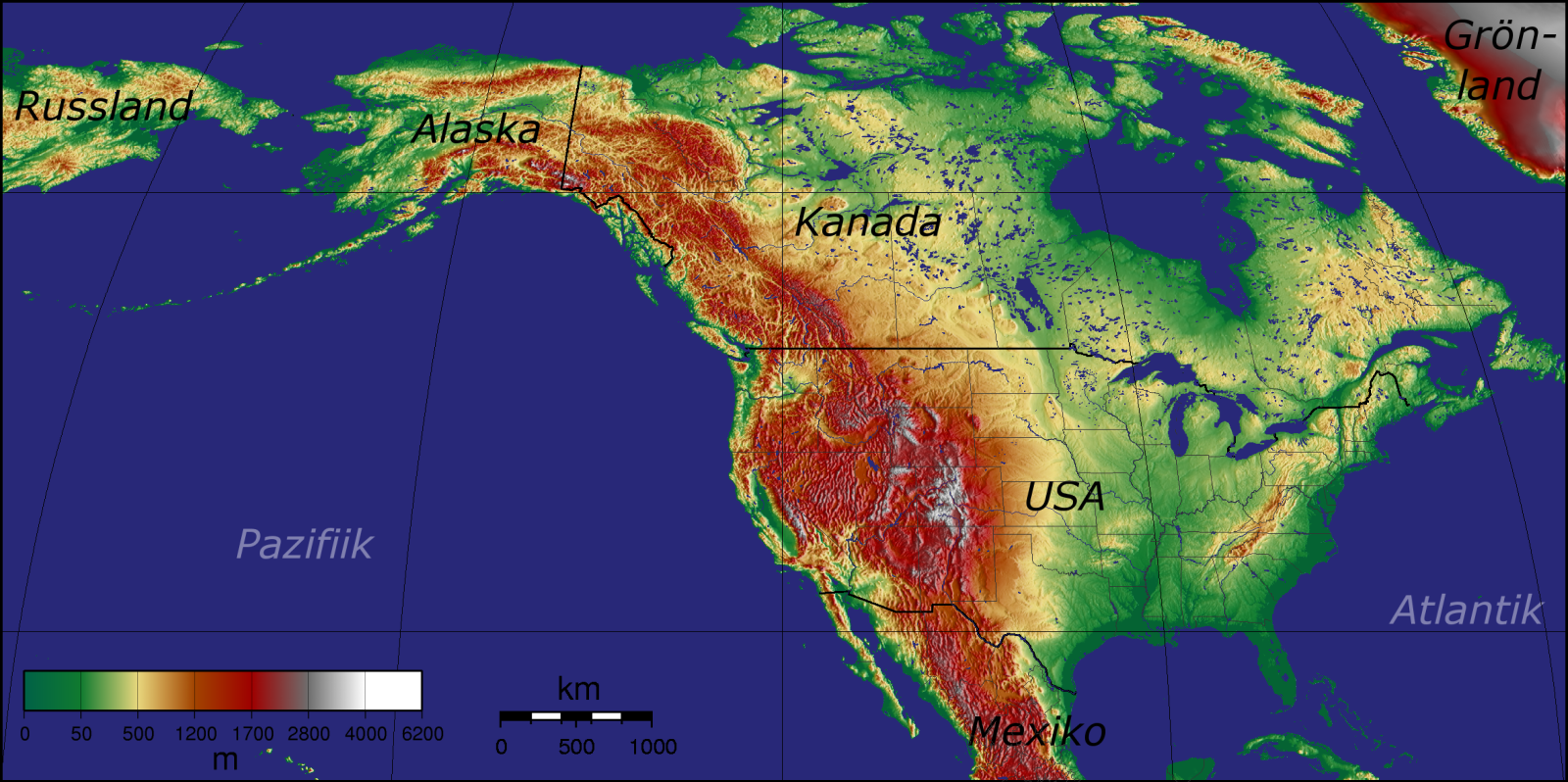
Zeměpisná mapa USA

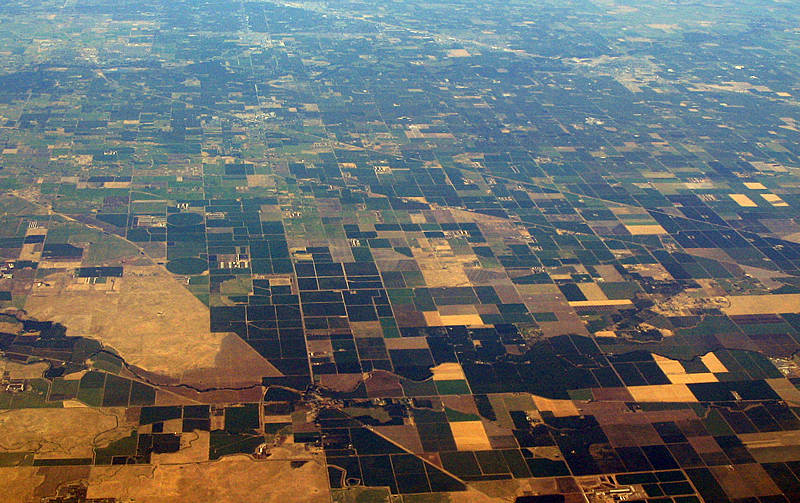
Krajina v centrálním údolí v Kalifornii

Spojené státy americké leží v Severní Americe. Základem tohoto kontinentu je Kanadský štít, jehož stáří se datuje od archaika. Rozprostírá se v severovýchodní části kontinentu. Jeho střední část je konkávní a tvoří dno Hudsonova zálivu. Je tvořen přeměněnými a vyvřelými horninami. V současnosti se pod Severoamerickou desku podsouvá tichomořská, přesněji se podsouvá pod její západní okraj. Zároveň se Jihoamerická deska pohybuje směrem k Severní.
V důsledku těchto pohybů vznikla vysoká horská hradba sopečného původu, která se táhne od Aleutských ostrovů u Aljašsky až po Ohňovou zemi. Kordillery začínají Aljašským hřbetem (nejvyšší bod Denali o výšce 6 190 m) a táhnou se na jih ve dvou výrazných pásmech. U pobřeží Tichého oceánu jsou to Pobřežní hory a ve vnitrozemí Skalnaté hory. Mezi jednotlivými pásy Kordiller se rozprostírají sníženiny a plošiny, např. Koloradská plošina a Velká pánev. Nejníže položené místo Ameriky leží v USA a je jím Údolí smrti (Death Valley). Tato proláklina je 86 m pod úrovní hladiny moře. Své jméno dostala podle nehostinných podmínek pro život (poušť bez vody s velkými vedry, ve stínu naměřili až 57 °C). Podél východního pobřeží se táhne staré pohoří Apalačské hory. Mezi Appalačským pohoří a Atlantským oceánem se rozprostírá pobřežní nížina. Mexický záliv lemuje mississippská nížina. Mezi Appalačským pohořím a Kordillerami se postupně od východu rozprostírají Vnitřní roviny a Velké planiny.

## Regiony fyzické geografie

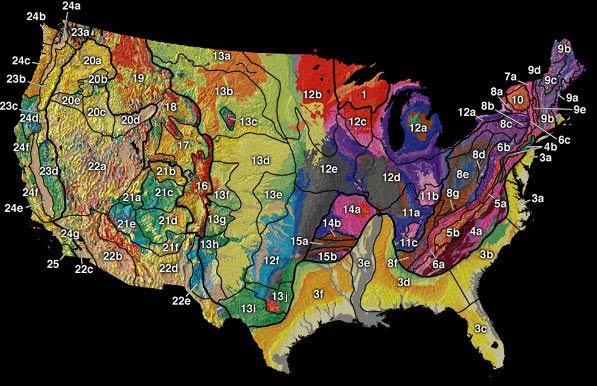
Fyzickogeografické regiony Spojených států: Laurentinská vrchovina (1), Atlantská nížina (2-3), Appalačská vrchovina (4-10), Vnitřní roviny (11-13), Vnitřní vysočiny (14-15), Skalnaté hory (16-19), Mezihorské plošiny (20-22), Pacifické pobřežní pásmo (23-25)

Podle vědeckovýzkumné vládní agentury United States Geological Survey pro geologii a geografii se Spojené státy americké (bez Aljašky a Havajských ostrovů) dělí do osmi hlavních fyzickogeografických regionů.
- Laurentinská vrchovina (Laurentian Upland)
- Atlantská nížina (Atlantic Plain)
- Appalačské hory (Appalachian Highlands)
- Vnitřní roviny (Interior Plains)
- Vnitřní vysočiny (Interior Highlands)
- Skalnaté hory (Rocky Mountains)
- Mezihorské plošiny (Intermontane Plateaus)
- Pacifické pobřežní pásmo (Pacific Mountain System)

## Vodstvo

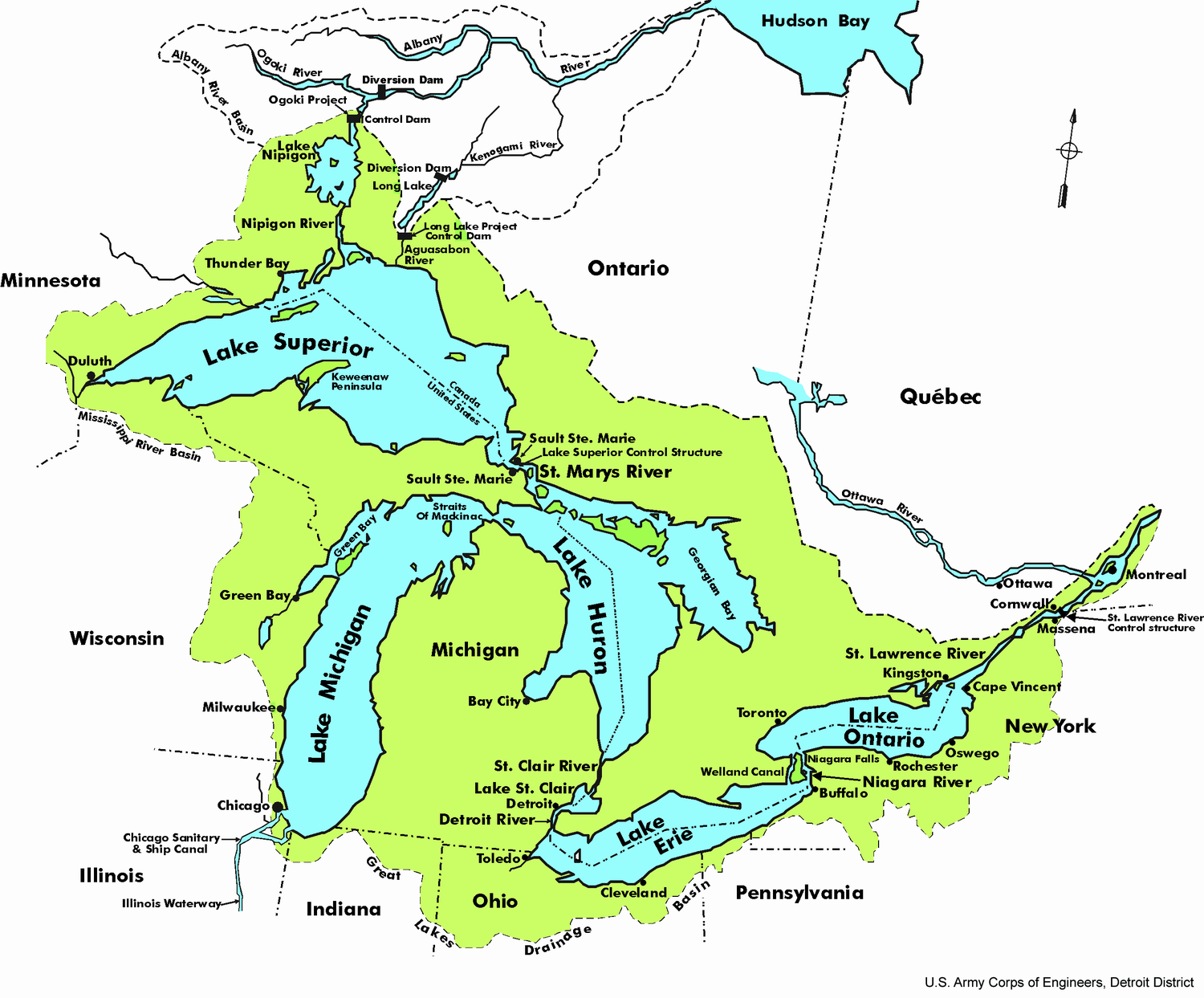
Velká jezera

Větší část území USA patří do úmoří Atlantiku. Vlévají se do něj veletoky jako Mississippi, s přítokem Missouri (nejdelší říční soustava USA - 6212 km), řeka Svatého Vavřince a Rio Grande. Tichý oceán přijímá většinou kratší toky tekoucí z Kordiller. Mezi významnější patří řeky Columbia a Colorado. Do Severního ledového oceánu se vlévají řeky Mackenzie s Yukon.
V USA najdeme i mnoho jezer. Ledovcového původu jsou Velká jezera (Hořejší jezero, Michiganské jezero, Huronské jezero a jezero Ontario), které tvoří největší zásobárnu sladké vody na světě a přírodní hranici mezi USA a Kanadou. Velké Solné jezero se rozprostírá v bezodtokové oblasti mezi Skalnatými horami a Pacifickým pobřežním pásmem. V USA je množství vodopádů, ale nesporně nejznámější jsou Niagarské vodopády, které leží mezi Erijským a Ontarijským jezerem.

## Podnebí

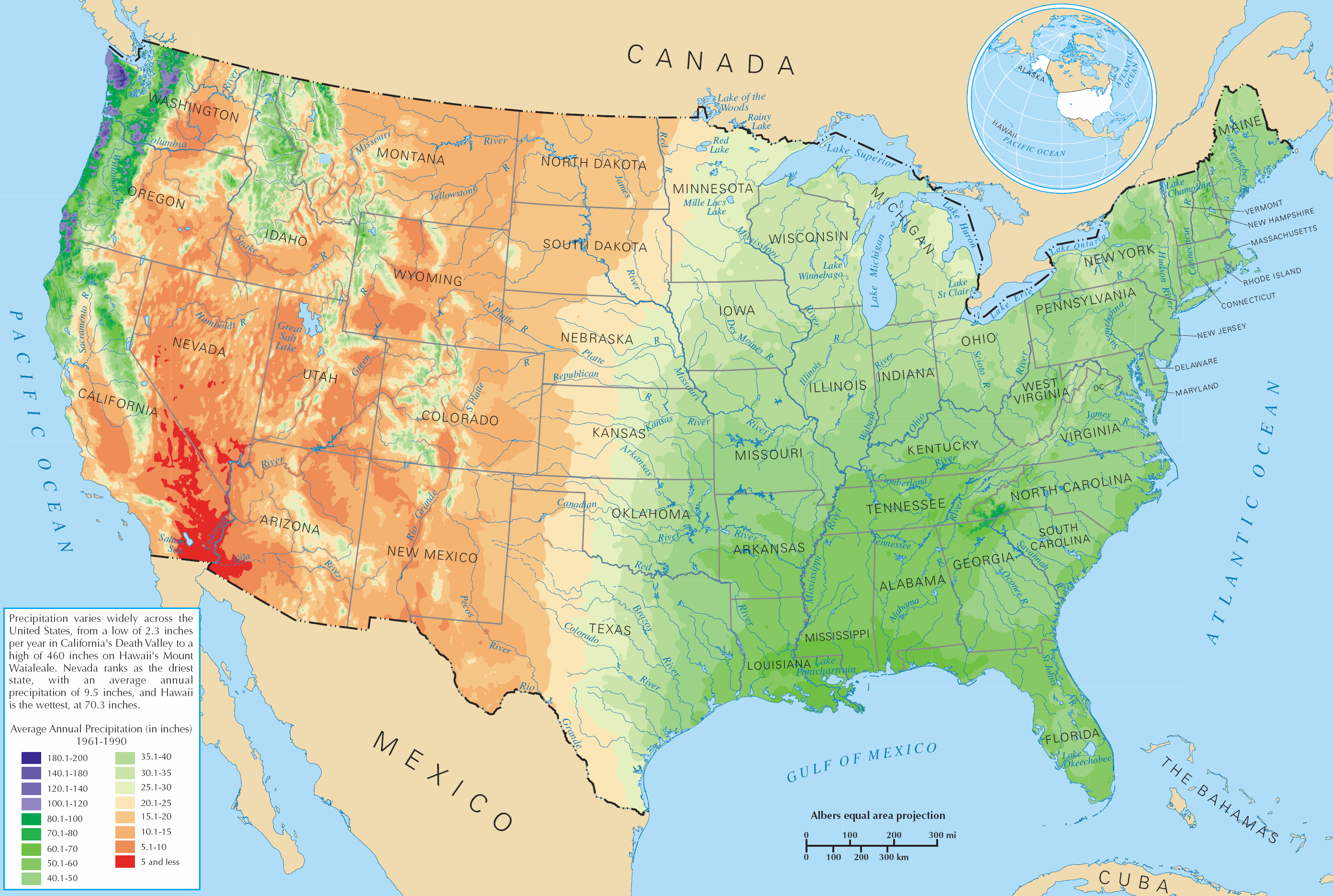
Průměrné srážky v USA

Díky své velikosti USA leží v několika významných podnebných pásech. Severní část území leží v mírném pásmu, je však chladnější a vlhčí než v Evropě. Způsobuje to studený Labradorský proud, který omývá severovýchodní a východní pobřeží. Vnitřní roviny a Velké planiny mají v závislosti na vzdálenosti od Atlantského oceánu čím dál tím méně srážek. Jižní část USA leží v příjemném subtropickém podnebném pásmu a Mexický záliv, poloostrov Florida v tropickém pásmu. Výjimku tvoří vysoce položené pohoří a plošiny, kde je podstatně chladněji, projevuje se tam výšková stupňovitost. Aljaška leží v studeném pásmu a Havajské ostrovy v tropickém pásmu. Tvárnost povrchu Ameriky umožňuje téměř nepřerušenou přesun vzdušných mas ze severu na jih a naopak. Proto jsou časté zejména vpády arktického vzduchu z vyšších zeměpisných šířek až do oblasti Mexického zálivu. Proudění v rovnoběžkovém směru překážejí horské bariéry Kordiller. Proto vláha, která by se s proudícím vzduchem dostávala do vnitrozemí Ameriky od Tichého oceánu, vyprší se nad oceánem, úzkou pobřežní nížinou a nad návětrnými svahy pacifického pásma.

### Extrémy

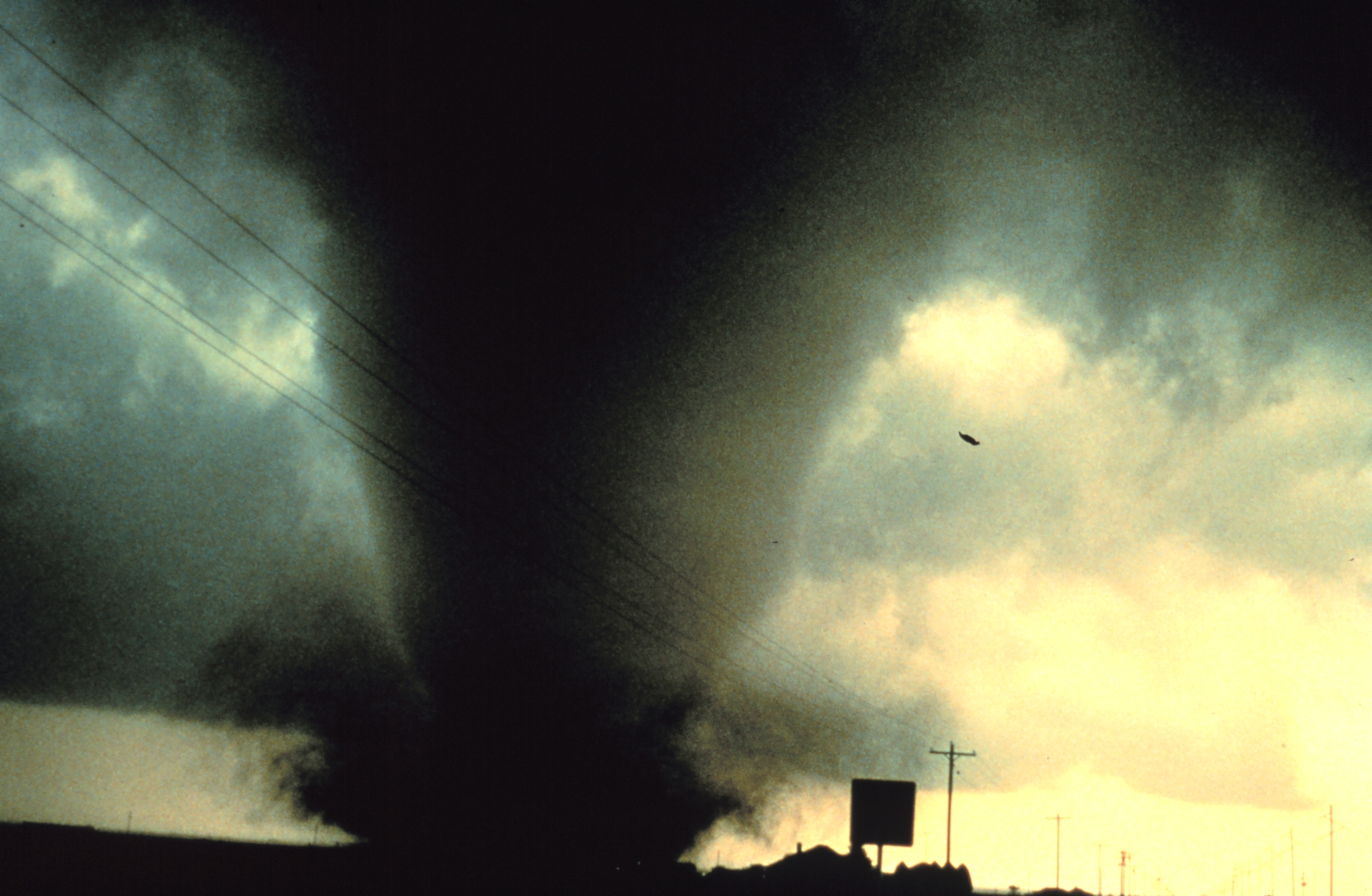
Silné tornado poblíž Dimmittu na severu Texasu 2. června 1995

Na severu Aljašky, kde převládá tundra a arktické podmínky, klesá teplota až k −62,2 °C (−80 °F). Na druhé straně byla v Údolí smrti v Kalifornii naměřena teplota 56,7 °C (134 °F), tedy druhá dosud nejvyšší zaznamenaná teplota na světě.
Hory v západních státech USA dostávají pravidelně a v průměru nejvyšší sněhové srážky na zemi. Největší roční úroveň srážek je na Mount Rainier ve státě Washington – 1758 cm (692 in); rekord byl zaznamenán v zimě v letech 1971–1972, tedy 2850 cm (1122 in). Tento rekord byl překonán poblíž lyžařské oblasti Mt. Baker v severozápadním Washingtonu v sezoně 1998–1999, kdy napadlo 2896 cm (1140 in). Další místa s výraznými srážkami mimo Kaskádové pohoří je pohoří Wasatch Range nedaleko Velkého Solného jezera, San Juan Mountains ve státě Colorado a Sierra Nevada poblíž jezera Tahoe.
V centrálních částech USA jsou tornáda běžnější než kdekoliv jinde na světě a obvykle se objevují během jara a léta. Smrtící a destruktivní hurikány se téměř každý rok vyskytují podél pobřeží Atlantiku a v Mexickém zálivu. Appalačská oblast a středozápad zažívá nejhorší povodně, i když prakticky žádná oblast ve Spojených státech vůči záplavám imunní není. Jihozápadní oblast zase trpí na nejhorší sucha; existuje i teorie, že taková sucha před 500 lety zdecimovala kulturu Anasaziů. Západ bývá každý rok zasažen velkými požáry.

## Přírodní katastrofy
Spojené státy jsou každoročně zasaženy řadou přírodních katastrof. Ačkoli takové sucho je vzácné, občas způsobilo vážná ochromení jako například během tzv. prachové pánve v letech 1931-1942. Farmaření na velkých pláních na čas selhalo, celé regiony byly téměř vylidněné a prašné bouře pustošily zemi.